# Танос (Игра в кальмара)
Чхве Су Бон (кор. 최수봉), сценическое имя Та́нос (кор. 타노스), известен также как Игро́к 230 — персонаж второго сезона южнокорейского сериала «Игра в кальмара» от Netflix. Известный рэпер с пристрастием к наркотическим средствам ведёт безрассудный образ жизни, вследствие чего испытывает серьёзные финансовые трудности. После неудачного вложения остатка своих средств в криптовалюту оказывается одним из участников игр на выживание. Яркий и детально проработанный образ вкупе с эксцентричным поведением под влиянием наркотиков делает его наиболее запоминающимся героем сезона.
Персонаж создавался без привязки к конкретному актёру, однако режиссёр Хван Дон Хёк стремился найти того, чья жизнь изменилась по схожим причинам. После нескольких прослушиваний на роль Таноса был выбран Чхве Сын Хён (более известный как T.O.P) — популярный южнокорейский исполнитель, бывший участник K-pop-группы Big Bang, который в 2017 году был замешан в скандале с употреблением марихуаны. Его работа вызвала бурное публичное обсуждение и получила широкий спектр отзывов зрителей и критиков.
В опросе «Лучший новый персонаж», проведённом Netflix после выхода на экраны 2 сезона, Танос победил с результатом в 50 % голосов среди 700 000 участвовавших в голосовании респондентов.

## Сюжет

### Игра в кальмара (2-й сезон)

#### Эпизод «001»
Чхве Су Бон, он же Танос, впервые появляется в третьем эпизоде второго сезона «Игры в кальмара» под названием «001». Рэпер с долгом в 1,19 миллиарда вон оказывается одним из 456 человек, решивших принять приглашение вербовщика и стать участником игр, победителям которых обещан денежный приз. Здесь он встречает виновника своего несчастья — ютубера Ли Мён Ги, также известного как MG Coin (Игрок № 333, актёр Лим Сиван), лицо рекламной кампании по привлечению средств в мошенническую криптовалютную схему, потеряв на которой оба оказываются в игре. После подписания согласия на участие в испытаниях у Таноса и Игрока 333 происходит словесная перепалка, чуть не перерастающая в драку, но Нам Гю (Игрок № 124, актёр Но Джэ Вон), ещё одна жертва неудачного вложения, с которым сходится рэпер на почве общей ненависти к Ли Мён Ги, останавливает её.
Фотографирование — обязательное условие участия в играх. Когда очередь доходит до Таноса, к нему подбегает группа молодых людей, изъявивших желание сделать фото с кумиром. Среди них оказывается Гён Су (Игрок № 256, актёр Ка Сун Вук) — будущий союзник рэпера.
Перед началом испытаний герой флиртует с Ка Миной (Игрок № 196, актриса Сон Джи Ву), читая той рэп. Первая игра — «Тише едешь — дальше будешь» (англ. Red Light, Green Light — «Красный свет, зелёный свет»; кор. 무궁화 꽃이 피던 날 — «День цветения гибискуса»), предполагает, что участники пересекут поле за отведённое время, ни разу не попавшись в движении в момент, когда кукла со специальными датчиками поворачивается к арене и сканирует пространство. Мина первая нарушает правила, и её подстреливает снайпер. Частью игроков овладевает паника, из-за чего те повторяют судьбу девушки. Танос же, испугавшись, прибегает к использованию наркотических средств, которые хранятся у него в контейнере в виде креста. В результате его инстинкт самосохранения отключается, и он, следуя советам главного героя Сон Ги Хуна (Игрок № 456, актёр Ли Джонджэ), с энтузиазмом продолжает играть, успешно проходя испытание. Во время голосования, когда участники решают, остаться или уйти, получив свою часть призового фонда, Танос оказывается в числе первых.

#### Эпизод «Шесть ног»
Произошедший за голосованием очередной конфликт Су Бона, Нам Гю и Мён Ги заканчивается избиением блогера, однако провокаторов усмиряет О Ён Иль, он же Ведущий игры (выступает под маской Игрока № 001, актёр Ли Бёнхон). В этот момент Танос понимает, что в иерархии сообщества он лишь второй.
Правила второй игры, происходящей на следующий день, предусматривают формирование игроками команд из пяти человек. Помимо Нам Гю и Гён Су, Танос включает в свою группу Сэ Ми (Игрок № 380, актриса Вон Джи Ан) и Мин Су (Игрок № 125, актёр Ли Дэвид). Таким образом формируется «Команда Таноса».

#### Эпизод «Ещё одна игра»
В ходе «шестиногого пятиборья» (англ. Six Legs, кор. 여섯 개의 다리), где участникам, прикованным друг к другу ногами, необходимо пройти круг за пять минут, играя в пять разных мини-игр, рэперу выпадает пять раз подбросить чегичхаги. Находящийся под действием наркотика Су Бон вместе со своей группой благополучно финиширует.
После испытания Танос становится свидетелем спора с обменом колкостями между членами своей команды, он решает вмешаться и устанавливает правило, согласно которому младшим из них следует слушать и уважать старших. На втором голосовании Танос остаётся в числе тех, кто выбирает продолжение игр. Последовавшее за ним очередное столкновение рэпера и Игрока 333 в мужском туалете опять чуть не заканчивается дракой. Он выражает недовольство тем, что тот решает проголосовать против, и напоминает о долге блогера ему в 500 миллионов вон. Мён Ги пререкается, чем провоцирует Су Бона, но тот вынужден остановиться при появлении Игрока 001.

#### Эпизод «O X»
Игра третьего дня под названием «Третий лишний» (англ. Mingle) также начинается для Таноса с употребления порции наркотика. В одном из раундов, когда было необходимо сформировать группу из четырёх человек и закрыться в одной из комнат, рэпер в игровом порыве, не осознавая последствий, пинает Гён Су с криком: «You’re out!» (с англ. — «Ты выбываешь!») и вместе с остальными членами команды выполняет условие, а Гён Су погибает. В раунде, где требовалось собраться втроём, Танос и Нам Гю решают провести игру «Камень, ножницы, бумага» между Сэ Ми и Мин Су. Ранее девушка предложила Мин Су пойти с ней, протянув ему руку, но тот играет по правилам Таноса и показывает знак «ножницы». Протянутую Сэ Ми руку Танос и Нам Гю интерпретируют как знак «бумага» и с восклицанием: Min-su, you win! (с англ. — «Мин Су, ты победил!») втаскивают его в комнату. В последнем раунде условия сохраняются, но для победы нужно разделиться по двое. Танос выбирает Нам Гю и снова побеждает в испытании. Так, несмотря на то, что четверо молодых людей остались в живых, «Команда Таноса» всё же прекращает своё существование.
Уже после, в главном зале, понимая, что Мин Су не погиб, Танос подбегает к нему и выражает искреннюю радость по этому поводу. В третьем голосовании рэпер по-прежнему остаётся среди желающих продолжать состязание, но на этот раз голоса разделяются поровну; это значит, что игрокам придётся пройти через процедуру повторно на следующее утро. Мин Су оказывается в противоположном лагере, что становится причиной последующего диалога между ним и Таносом в туалете. Рэпер сообщает, что жизненные обстоятельства подтолкнули его к мысли о суициде, что он хотел покончить с собой, прыгнув с моста, но в этот момент к нему подошёл «человек в костюме» и вручил визитку с приглашением на игры. Танос посчитал это «божественным вмешательством» и шансом начать всё заново, позволив его матери вновь гордиться своим сыном, а Мин Су «лишает его этого». Таноса прерывает Мён Ги, в очередной раз провоцируя драку.

#### Эпизод «Друг или враг»
В момент, когда Су Бон начинает душить Мён Ги, тот наносит противнику несколько ударов вилкой в шею и убивает его. Впоследствии смерть Таноса становится катализатором резни между игроками.

### Игра в кальмара (3-й сезон)

#### Эпизод «○△□»
В третьем сезоне Танос появляется в качестве галлюцинации. После гибели рэпера его крест попадает сначала к Нам Гю, а затем к Мин Су. Последний, как и игроки до него, использует его содержимое для преодоления страха. Под действием наркотика, снедаемый разными эмоциями, Мин Су начинает видеть образы погибших участников своей команды. Одним из них был Танос, тот является Мин Су перед началом финальной игры, свисая с обрыва. Танос просит о помощи и взамен предлагает ещё таблеток жаждущему больше Мин Су.

## Концепция персонажа

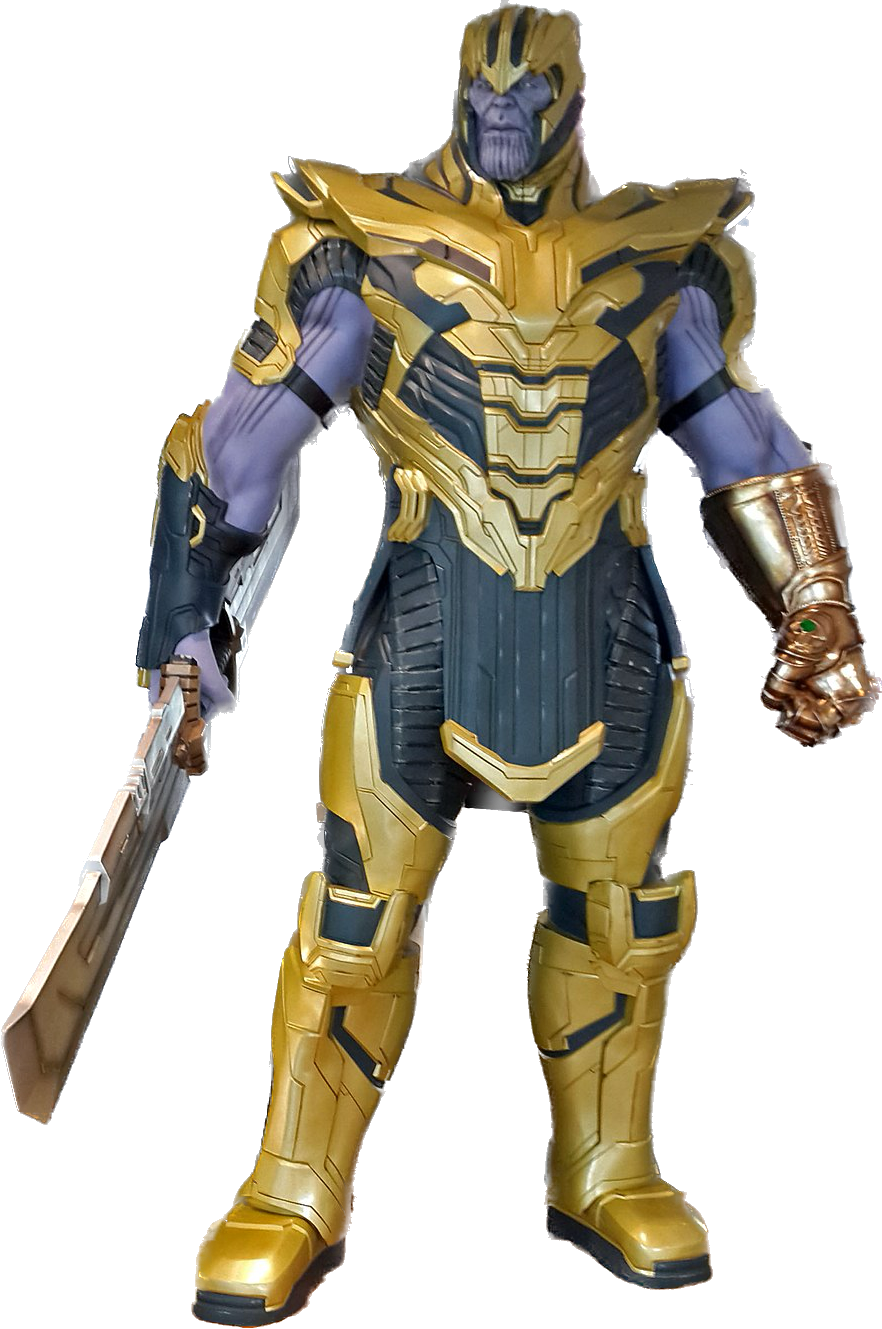
Псевдоним персонажа — имя персонажа комиксов Marvel

Сценический псевдоним персонажа — прямая отсылка к одноимённому антагонисту вселенной Marvel. На знаменитого злодея также указывают некоторые детали во внешности рэпера: его волосы окрашены в фиолетовый — цвет кожи Таноса, а ногти — в цвета Камней Бесконечности. На спине рэпера вытатуировано имя «Танос» (кор. 타노스), что отражает нарциссические наклонности личности героя.
Поведение и характер персонажа показаны с различных сторон. Танос приковывает к своей персоне взгляды зрителей, начиная со сцены первого появления, где он демонстративно жалуется охране на потерю своих «дорогих кроссовок лимитированной коллекции», использует статус знаменитости и профессиональные навыки для привлечения внимания девушек, время от времени он переходит на ломаный английский язык, что характерно для южнокорейской музыкальной индустрии, где часто в треки включаются английские слова или целые фразы.
С момента осознания всей серьёзности игр, в которых ставкой является жизнь, Танос прибегает к постоянному использованию наркотических средств, что, с одной стороны, позволяет ему сохранять спокойствие и собранность в процессе, а с другой — добавляет хаотичности происходящему. Несмотря на обстоятельства, он как ребёнок испытывает искренние волнение и радость, танцуя и крича во время игр.
Его необдуманный «злодейский» поступок на первой игре, где он, толкая участников впереди себя, соучаствует в их убийстве, контрастирует со сценами его взаимодействия с членами своей команды, где он проявляет некоторое сочувствие и вовлечённость. Он любит быть в центре внимания, и его гротескный образ отражает это. По словам Хван Дон Хёка, создателя сериала, привлечение зрительского внимания к персонажу легло в основу его концепции.

## T.O.P о работе над ролью
После премьеры 2 сезона T.O.P прервал своё продолжительное молчание, дав интервью The Korea Times. Он выразил благодарность Хван Дон Хёку за приглашение в проект. Тот был уверен, что T.O.P справится с этой ролью как никто другой, что придало решимости актёру, сомневавшемуся в своих силах из-за пугающего близкого сходства событий из его собственного прошлого и истории Таноса. По итогу решение об участии в сериале было принято, поскольку Чхве Сын Хён почувствовал себя обязанным оправдать оказанное ему доверие.
Чтобы добиться в образе Таноса бо́льшего правдоподобия, актёр углубился в изучение влияния наркотиков на человека, так как персонаж использует сильнодействующие средства. T.O.P учитывал, что наркозависимые испытывают сильную тревогу, а в моменты трезвости страдают от симптомов, схожих с СДВГ. «Я старался отыгрывать по-разному сцены, где Танос был в трезвом состоянии и под действием наркотика», — отмечал актёр. Помимо сцены с гибелью Ка Ми Ны, Танос никогда не стоит смирно. «Если я вдруг останавливался, мне говорили, что Танос выглядит слишком спокойным». Быть в постоянном движении — намеренный ход.
T.O.P говорит о том, что хотел создать «уникального, ранее не виданного персонажа». Он прибегал к использованию гротескных и немного устаревших жестов, чтобы зритель был в замешательстве всякий раз, когда тот появлялся на экране. Такого же правила он придерживался в отношении речи и эмоций Таноса. «Всё в этом герое должно быть кричащим и преувеличенным».
Основной целью было создание образа несостоявшегося рэпера, коим тот являлся, в противном случае он не оказался бы в подобном месте. Для этого T.O.P постоянно напоминал себе на съёмочной площадке, что его менталитет должен быть как у «незрелого школьника начальных классов», отсылая зрителя к показательной сцене знакомства Таноса и Сэ Ми. Исходя из этих же соображений, режиссёр и актёр создавали внешний вид героя. После обсуждений с Хван Дон Хёком того, как именно должен выглядеть Танос, режиссёр согласился с идеей T.O.P покрасить волосы героя в фиолетовый, а ногти — в цвета Камней Бесконечности. Желание режиссёра сделать образ персонажа особенно выделяющимся было исполнено, а герой стал производить впечатление простого, прямолинейного и очень незрелого человека. Так начал вырисовываться карикатурный персонаж, каким он был прописан в сценарии.
Ритм рэпа Таноса представляет собой отклонение от нормы. T.O.P вспомнил о распространённом в хип-хопе Южных штатов США стиле mumble rap («бормотание вслух»), обычно его связывают с исполнителями, использующими стимуляторы. Именно так читает свой рэп Танос. Отсюда исходит его привычка и желание постоянно вставлять в свою речь фразы на ломаном английском языке. По словам актёра, случайный базовый английский с искажённым произношением добавляет герою шарма наравне со странностью и дерзостью. T.O.P подчёркивает, что таким образом хотел привлечь внимание зрителей, в частности иностранных, к персонажу, которые нашли бы его особенно смешным из-за этой привычки.
Изначально в сцене перед стартом первой игры, где Танос читает рэп Ка Ми Не для привлечения её внимания, по сценарию у рэпера был гораздо более длинный текст. Однако T.O.P посчитал, что его импровизация должна быть лаконичной, напоминающий завирусившийся в социальных сетях мем. Это бы подчеркнуло простую натуру героя. Режиссёр согласился на предложение актёра. Отвечая на вопрос, какая из языковых версий выступления Таноса лучше раскрывает его, T.O.P отметил, что безусловно корейская, «в конце концов это — оригинал», — сказал он.
Согласно Сын Хёну, сцена конфликта с Игроком 001 — демонстрация безрассудности и жалкой натуры Таноса. Гиперболизированные жесты, эмоции, приближение к Ён Илю с обращением к нему в особо неуважительной манере, едкие фразы, чтобы задеть его за живое — все это было сделано ровно с той целью. Чхве Сын Хён пошёл на всё это, даже несмотря на то, что в «итоге его персонаж мог оказаться ненавидимым многими». Его поражение в драке с 001 — момент установления иерархии в их сообществе, тот момент, когда «Танос осознаёт, что в этой иерархии он лишь второй».
Комментируя эпизод, когда Танос принимает в свою команду Мин Су, Сын Хён отмечает, что герой очень хочет заботиться об этом участнике, однако неспособен на это. Данный эпизод особенно нравится самому T.O.P, так как он «очень забавный и это — момент формирования „Команды Таноса“».
Сцены танцев Таноса и Нам Гю во время игры третьего дня были частично импровизацией, частично сценарно прописанными, но так или иначе, согласно Чхве Сын Хёну, они прекрасно накладываются на то, что персонаж и его компаньон в этот момент уже неадекватны. T.O.P описывает их состояние так: «их души парят где-то высоко».
Про знаменитую сцену с Гён Су актёр говорит, что «только Танос способен на подобную глупость». Импульсивное поведение, когда он пинает члена своей команды и весело вбегает в комнату, сменяется через несколько секунд искренним недоумением, почему в убежище не оказалось его друга и выражением отчаяния при виде его смерти. T.O.P подчеркнул, что всегда понимал, что Танос — парень с «интеллектом золотой рыбки», и это — его суть.
Сцена драки в туалете, по словам актёра, принципиально должна была выглядеть так, чтобы у зрителя не создалось впечатления, что её участники — профессиональные бойцы. В то же время, T.O.P и Лим Сиван, игравший Ли Мён Ги (игрока 333), много практиковались перед сценой.
Чхве Сын Хён подчёркивает, что смерть Таноса, её время и способ убийства для многих зрителей стали шокирующими, но он доволен, что ему удалось сделать настолько «мощный выход». Он говорит, что персонаж изначально не создавался как кто-то, кто может настолько понравиться зрителям, однако выражает радость, что это всё-таки произошло, а просмотр огромного множества контента в социальных сетях с участием его персонажа стало обычной частью каждого его утра.

## Восприятие

### Споры среди зрителей Южной Кореи

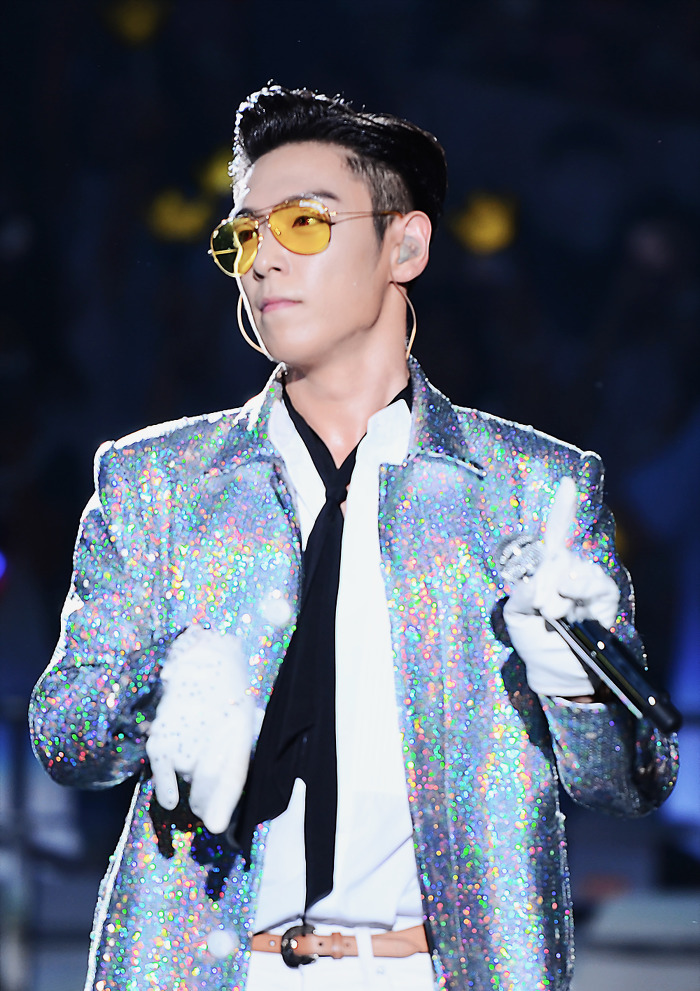
Чхве Сын Хён (T.O.P) на концерте группы Big Bang 0.To.10 в Сеуле. 22 августа 2016 года

Выбор T.O.P на роль вызвал неоднозначную реакцию и споры среди южнокорейских зрителей. Его лицо на представлении второго сезона дорамы в телешоу MBC This Morning Daily было скрыто по цензурным соображениям.
Дискуссия сопровождалась критикой как выбора конкретного актёра, так и качества его работы. Причиной недовольства зрителей утверждением Чхве Сын Хёна на роль послужило признание виновным последнего по уголовному делу о курении марихуаны в 2017 году. Netflix и режиссёр Хван Дон Хёк подверглись осуждению со стороны общественности, поскольку, как считалось, они создали плохой прецедент. Игра актёра также была воспринята в негативном ключе: его мимика южнокорейским зрителям показалась неуместной, а качество рэпа — крайне низким. Утверждалось, что Ли Джонджэ и Ли Бёнхон, которые давно знакомы с T.O.P, помогли получить тому роль, однако оба актёра отрицают эти обвинения. Поклонники же T.O.P указывали, что у некоторых других актёров сериала в прошлом также имелись проблемы с законом, но их участие в «Игре в кальмара» не было воспринято настолько остро.
Ким Джи Ёнсо, исполнительный продюсер картины, отметил, что «для T.O.P участие в сериале — это способ поразмыслить о своей карьере и жизни в музыкальной индустрии». Он добавил, что предыдущие киноработы актёра показали его талант, а, создавая образ Таноса, T.O.P был «очень серьёзен в своём подходе».
Хван Дон Хёк не согласился с теми, кто считает, что персонажи, подобные Таносу (например, Чан Док Су (Хо Сон Тхэ) и Хан Мин Нё (Ким Чжу Рён)), были уместны лишь в первом сезоне, и выразил убеждение, что герой находится на своём месте. Режиссёр добавил, что в Корее актёрам, исполняющим положительные роли, легче добиться признания их таланта, и с сожалением отметил, что образ Таноса, построенный на преувеличении и контрасте, заставил людей усомниться в актёрских способностях T.O.P. По мнению Хван Дон Хёка, реакция на то, что роль исполнил Чхве Сын Хён, не будет столь резкой за пределами Кореи, так как во многих странах отношение к употреблению марихуаны более снисходительное. Он предположил, что Танос может оказаться популярным среди молодых корейских, а также зарубежных зрителей.
Обозреватель газеты Ilgan Sports Чон Хён Хва отметил, что Таносу, в отличие от Док Су, не хватило экранного времени для раскрытия характера, но, несмотря на это, герой выполнил свою главную функцию — разряжать атмосферу, создавая контраст с происходящим, в отличие от Док Су, который, наоборот, повышал градус напряжения.
Дэвид А. Тиззард в рецензии для The Korea Times, напомнил, что в индустрии K-pop существует сильное антифанатское движение, поэтому реакция на выбор T.O.P. была ожидаема. Обсуждая решение о создании образа Таноса, предложенное актёром, Тиззард полагает, что чередование гэгов и тяжёлых серьёзных сцен — в духе фильмов Квентина Тарантино. Он также считает, что отношение СМИ к T.O.P из-за его осуждения за наркотики повлияло на формирование образа Таноса.

### Международные отклики
Персонаж действительно стал популярным за пределами Кореи. В опросе на официальном аккаунте Netflix «Любимый новый персонаж» приняло участие 700 000 человек, половина из которых отдала своё предпочтение Таносу, что сделало его победителем голосования, второе место заняла Игрок 120 Чо Хён Джу, трансгендерная женщина (актёр Пак Сонхун), третье — Ким Чун Хи или Игрок 222 (роль исполнила Чо Ю-ри). Международные комментаторы также раскритиковали негативную реакцию корейской аудитории на появление T.O.P в сериале, назвав её резкой и необоснованной. И хотя за рубежом работа актёра была воспринята гораздо более позитивно, мнения на её счёт также разделились.
Шеннон Миллер (IGN) отмечает T.O.P за то, что он нашёл способ раскрыть образ через «безупречную буффонаду», показать «ярость и трагическое безрассудство», заставляющие зрителей «затаить дыхание и просить большего». Уильям Гудман (TheWrap) считает, что Танос легко обретает популярность среди зрителей, и что быть выдающимся — его призвание. Кайла Кобб (TheWrap) определяет его как «агента хаоса, источник потрясений, привносящий неистовый заряд энергии в происходящее». Эван Валентайн (Comic Book) полагает, что Танос — один из «самых ярких антагонистов» с «потрясающей концепцией», который моментально притягивает к себе внимание. «Он — воплощение того, насколько угнетённым современное поколение может быть, при том, что статус знаменитости не страхует тебя от последствий твоих решений», а его [Таноса] пристрастие к наркотикам — ещё один бич общества. Джаснит Сингх (Collider) характеризует Таноса как «интригующего» персонажа и сравнивает его с антагонистом первого сезона «Игры в кальмара» Чан Док Су. Она утверждает, что оба персонажа — это один архетип — «жёсткий, агрессивный и идущий напролом лидер банды тюремного двора, которого вы стараетесь избегать, либо примыкаете к нему в поиске защиты». Однако Танос — это осовремененная версия. Его пристрастие к наркотикам делает его непредсказуемым и не заслуживающим доверия. Джаснит Сингх также выражает недовольство, что Таносу не было дано достаточно экранного времени для развития его сюжетной линии и считает, что настолько колоритный и увлекательный персонаж должен был удостоиться одной из главных ролей. Автор Screen Rant Аманда Маллен считает, что смерть Таноса предвещает мрачный характер третьего сезона, так как вместе с ним ушла и комическая разрядка.
Майк Бедард (Looper) в свою очередь также сравнивает рэпера с антагонистом первого сезона Чан Док Су, но в пользу последнего. Хотя он положительно оценивает неповторимость персонажей, для него Танос — это «шаг назад», так как тот не является ни полным психопатом, ни злодеем поневоле. «Он — всего лишь раздражающий фактор, а не реальная угроза окружающим». Тереза Лаксон (Collider) считает, что Таносу, как и большей части персонажей второго сезона, не доставало глубины, что авторы не предлагают исследования его как личности, представляя его просто в карикатурном виде. Автор The Guardian Ребекка Николсон называет его одним из самых раздражающих персонажей сериалов последнего времени, описывая Таноса как «мультяшно злого». Автор Men’s Health Эван Романо называет рэпера невероятно раздражающим, жестоким персонажем, который действует безрассудно и не боится прибегать к насилию, но отмечает, что это то, что и требуется от антагонистов, подобных ему.
В одном из эпизодов Танос вспоминает своё прошлое. Его разорение, которое привело к попытке самоубийства, добавляет этому образу человечности, делая его более сложным, а не просто злодеем или жертвой. Смерть Таноса в седьмом эпизоде сезона огорчила многих фанатов, которые посчитали, что его личность и история должны были быть раскрыты более подробно.
Комментируя международные отзывы на сериал вообще и в частности на образ Таноса, Хван Дон Хёк отметил, что восприятие актёрской игры отличается в зависимости от культурных традиций. То, что в Корее кажется чрезмерным и нереалистичным, за её пределами может иметь успех: «Я думал, что Танос тоже может быть таким». По мнению большинства зрителей и критиков, Танос — один из самых противоречивых и самых запоминающихся персонажей «Игры в кальмара».